# Universidad de Lanzhou

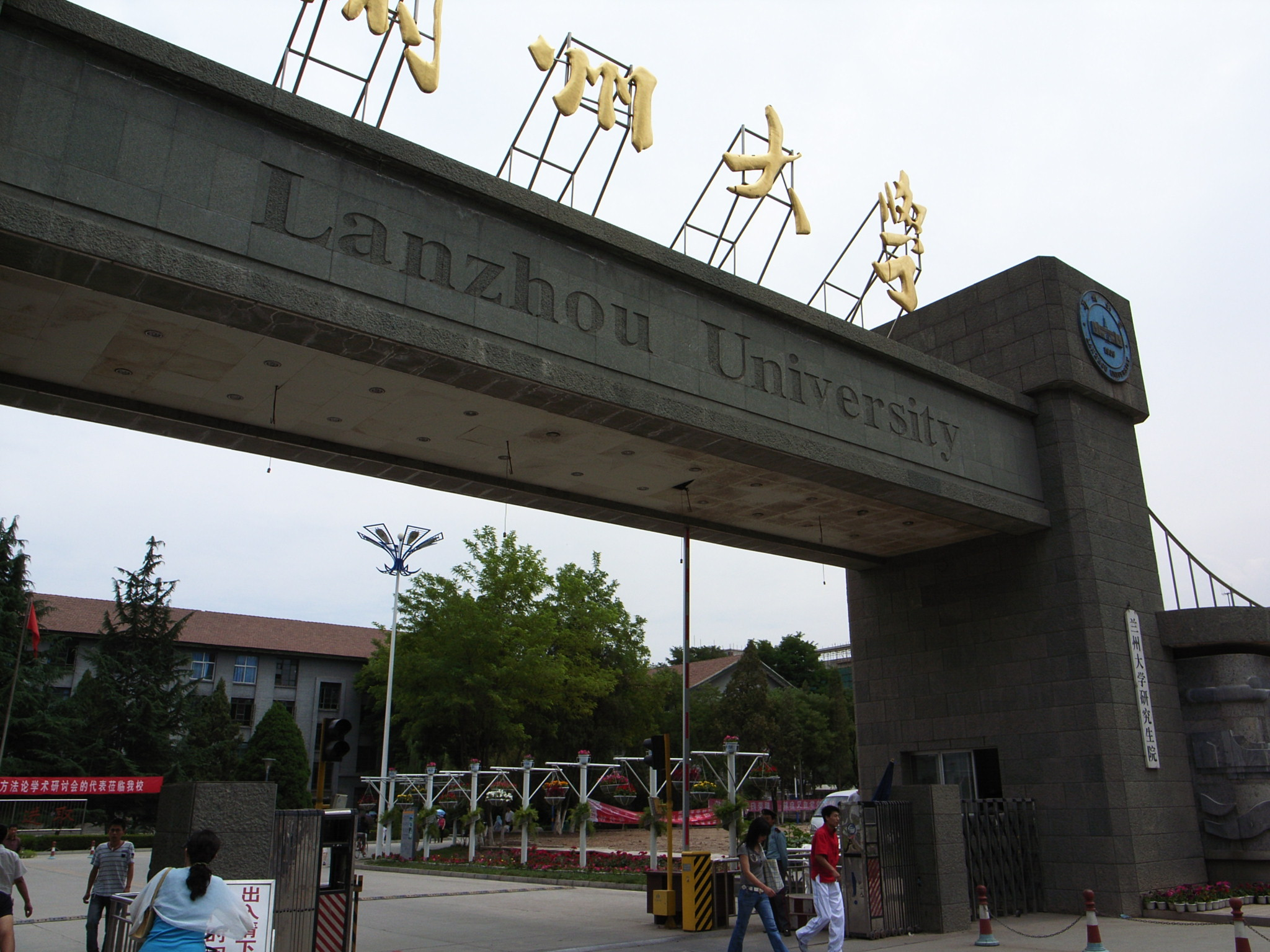
Universidad de Lanzhou

La Universidad de Lanzhou (chino simplificado: 兰州大学; chino tradicional: 蘭州大學; pinyin: Lánzhōu Dàxué) es una importante universidad de investigación en Lanzhou, Gansu, China. Fundada en 1909, es una de las universidades clave del Ministerio de Educación de China (Proyecto 985 y Proyecto 211). Es una universidad de doble primera clase del Ministerio de Educación chino.
Ofrece programas para estudiantes de grado y posgrado en cuatro campus: tres en el centro de la ciudad de Lanzhou y uno en el condado de Yuzhong, a unos 50 kilómetros del campus principal. La matrícula total comprende aproximadamente 20000 estudiantes de grado, 10572 graduados, 2559 estudiantes de doctorado y unos 700 estudiantes internacionales registrados de 64 países y regiones de los cinco continentes. Los estudiantes universitarios estudian en el campus de Yuzhong. Hay 6 Bases Nacionales de Formación de Personal Investigador y Docente para Disciplinas Fundamentales. La Universidad cuenta con otros 35 institutos, así como con un laboratorio nacional clave de orgánica aplicada y tres laboratorios clave de ecología de zonas áridas y pastizales, medio ambiente de China occidental, magnetismo y materiales magnéticos del Ministerio de Educación, y un laboratorio clave de agroecosistema de pastizales del Ministerio de Agricultura. La Universidad de Lanzhou fue una de las primeras universidades con derecho a matricular a los candidatos a la licenciatura, el máster y el doctorado en 1981. La Universidad de Lanzhou es una de las diez primeras universidades en contribuciones a publicaciones académicas en revistas internacionales frecuentemente citadas por investigaciones en curso de todo el mundo, ocupando el puesto 26 entre todas las universidades chinas en número de citas por artículo.

## Historia
Los comienzos de la Universidad de Lanzhou se remontan a 1909, cuando se fundó su predecesora, la Escuela de Derecho y Política de Gansu. La Escuela de Derecho y Política se convirtió en la Universidad Sun Yat-sen de Lanzhou en 1928 y, a partir de 1945, en la Universidad Nacional de Lanzhou. Después de 1949, pasó a llamarse Universidad de Lanzhou. Fue designada una de las 14 universidades clave de China.
En 1932 se fundó la Facultad de Medicina de Lanzhou y su hospital afiliado.
En 2002, el Instituto de Investigación de la Ecología de los Pastizales de Gansu y en 2004 el Colegio Médico de Lanzhou se incorporaron a la Universidad de Lanzhou.
La Universidad de Lanzhou destaca por ser una de las principales instituciones de enseñanza superior de China y por ser la mejor universidad de China del Noroeste.
En 2017, la Universidad de Lanzhou fue designada como universidad de clase A en el Plan Universitario de Doble Primera Clase.
La Universidad de Lanzhou mantiene uno de los diez mejores programas de doctorado de China en física, química, ciencias atmosféricas y geografía, y cuenta con programas de alto nivel en ciencias de la información, biología, botánica, matemáticas, historia, medios de comunicación, ecología y literatura de China. Destaca especialmente en ciencias fundamentales, situándose en el 1% superior del índice de Indicadores Científicos Esenciales.
El sistema de aterrizaje del módulo de aterrizaje lunar Chang'e 4 de China fue gracias a un sensor de apagado gamma desarrollado por la Universidad de Lanzhou.

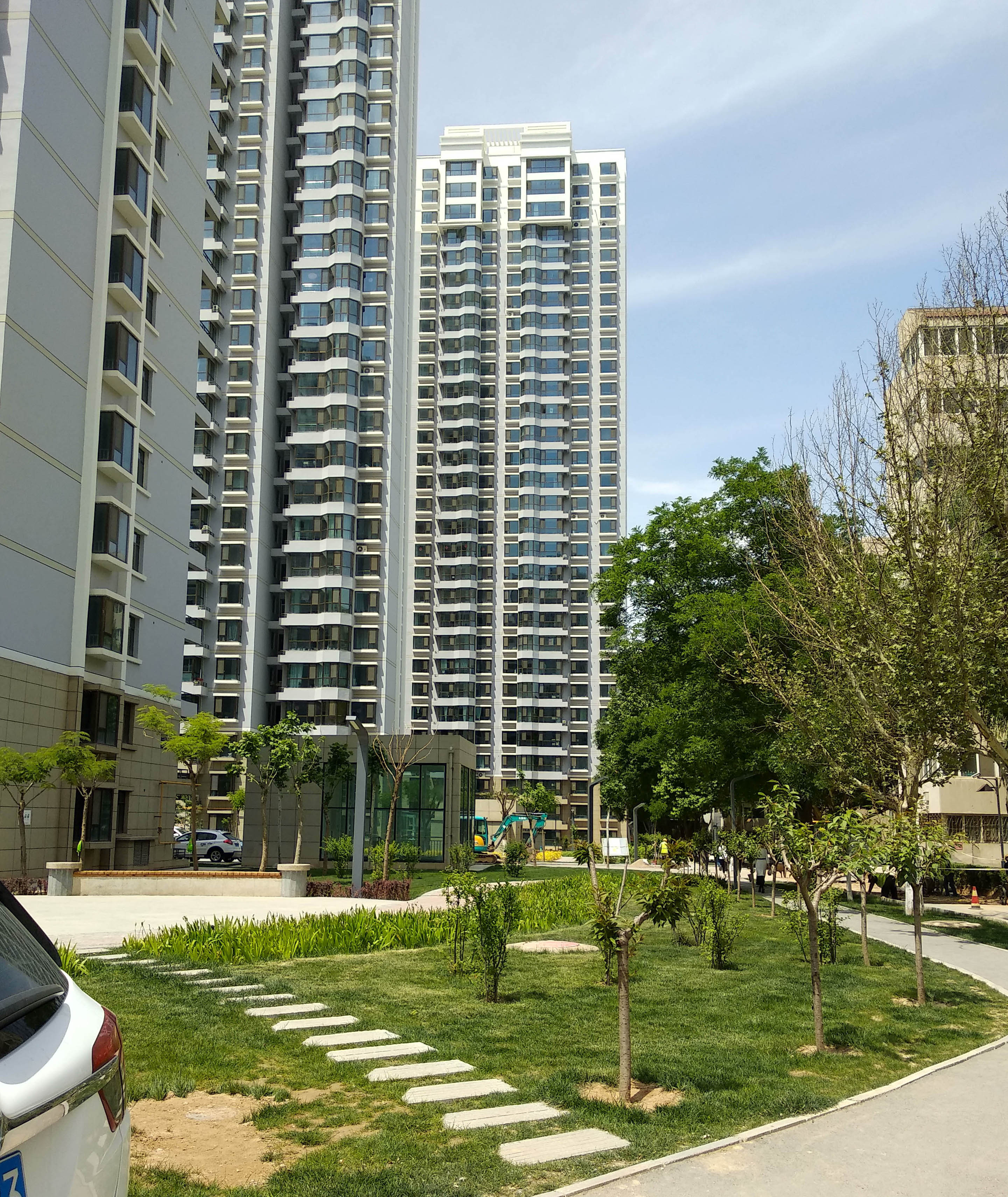
Campus de viviendas para el personal de la Universidad de Lanzhou

## Laboratorios primarios
La Universidad de Lanzhou cuenta con tres laboratorios primarios e instalaciones de pruebas analíticas sancionadas por el Ministerio de Educación chino y consideradas de gran importancia para el Estado.

### Laboratorio de Agroecología de Zonas Áridas
El laboratorio fue fundado en 1991 bajo la ratificación de la Comisión de Planificación de China y se dedica a la investigación de la ecología de la agricultura árida. El Laboratorio de Agroecología de Zonas Áridas es el único laboratorio que se dedica a la investigación de la ecología agrícola de zonas áridas en el Ministerio de Educación de China. El laboratorio se ha desarrollado mucho gracias a la autorización para otorgar títulos de licenciatura, maestría, doctorado y posdoctorado mediante la ayuda financiera del préstamo del Banco Mundial.

### Laboratorio de Química Orgánica Aplicada
El laboratorio de Química orgánica aplicada fue uno de los primeros laboratorios estatales clave ratificados por la Comisión de Planificación de China. Se fundó en diciembre de 1987 y está abierto a la visita de académicos y científicos tanto de China como del extranjero. Es uno de los principales laboratorios para cultivar talentos de la química orgánica. Las investigaciones del laboratorio se centran en la química molecular orgánica de función especial, especialmente en el campo de la investigación básica sobre moléculas orgánicas activas.

### Laboratorio Abierto de Magnetismo Aplicado
Creado en 1993 por el Ministerio de Educación chino, se trata de un laboratorio abierto que realiza investigaciones en el campo del magnetismo aplicado. El laboratorio se dedica principalmente a estudiar las aplicaciones de la grabación magnética perpendicular. El laboratorio también lleva a cabo la investigación y el desarrollo de nuevos materiales magnéticos aplicados que pueden utilizarse para aplicaciones comerciales. Para estudiar la estructura microscópica y el comportamiento magnético general de los materiales magnéticos se utilizan la espectrometría Mossbauer, la espectroscopia de eco de espín de recursos magnéticos nucleares y los medios de ensayo magnéticos generales. El laboratorio está equipado con importantes instalaciones que incluyen un magnetómetro de muestra vibratoria, un espectroscopio mossbauer de alta presión y un sistema de sputtering de magnetrón, entre otros muchos. El laboratorio también es un recurso clave para la investigación en la ciencia de los materiales y la física de la materia condensada.
El laboratorio cuenta con 24 investigadores y técnicos profesionales, entre los que se encuentran 4 asesores de doctorado.

### Centro de Pruebas Analíticas
Financiado por el primer préstamo concedido por el Banco Mundial para el desarrollo de universidades, la construcción de este centro comenzó en 1982. Contiene más de 20 instrumentos y dispositivos principales, entre ellos un espectrómetro de masas de alta resolución, un espectrómetro de infrarrojos, un difractómetro cuadrupolar de rayos X, un espectrómetro Raman de láser y un espectrómetro FT-IR, entre otros. El centro se dedica principalmente a la determinación y el análisis de la estructura de la materia. También lleva a cabo experimentos de estudiantes de posgrado que conducen a la concesión de títulos de máster y doctorado. Hay un servicio de pruebas a disposición del público.
Creado por la Superintendencia Estatal de Tecnología en 1992, es el laboratorio autorizado para la inspección de productos químicos y mineros importados y exportados.

## Campus
La Universidad de Lanzhou cuenta con dos campus y un nuevo campus en construcción, así como con tres hospitales afiliados.
El campus más antiguo está situado en el centro de Lanzhou, mientras que el principal se encuentra en el condado de Yuzhong. El campus One Belt and One Road, al norte de Lanzhou, está en construcción.

## Clasificaciones y reputación
En 2020, el Ranking Académico de las Universidades del Mundo (ARWU) situó a la Universidad de Lanzhou en el puesto 401-500 a nivel mundial.
En la misma clasificación por materias, las asignaturas de "Química" y "Ciencias de la Atmósfera" se situaron en el top 100 mundial.
El U.S. News & World Report Best Global University Ranking 2021 sitúa a Lanzhou en el puesto 595 del mundo, en el 114 de Asia y en el 48 de China. También se sitúa globalmente en el puesto 188 en "Ciencias Agrícolas", en el 123 en "Ingeniería Química", en el 150 en "Química", en el 157 en "Energía y Combustibles", en el 403 en "Ingeniería", en el 304 en "Medio Ambiente/Ecología", el 167.º en "Geociencia", el 150.º en "Ciencia de los Materiales", el 164.º en "Matemáticas", el 131.º en "Nanociencia y Nanotecnología", el 404.º en "Física" y el 244.º en "Ciencia Vegetal y Animal", según la misma clasificación.
En 2020, la clasificación mundial de universidades QS situó a la universidad en la franja 751-800 a nivel mundial.

## Escuelas y facultades de la Universidad de Lanzhou
- Escuela de Ciencias de la Tierra
- Escuela de Educación en Red
- Departamento de Enseñanza e Investigación Deportiva
- Escuela de Artes
- Escuela de Administración
- Segunda Escuela Clínica
- Primera Escuela Clínica
- Escuela de Farmacia
- Escuela de Ciencias Médicas Básicas
- Escuela de Ciencia y Tecnología Agropecuaria
- Escuela de Ciencias de la Tierra y del Medio Ambiente
- Escuela de Ciencias Atmosféricas
- Escuela de Ciencias de la Vida
- Escuela de Ciencia y Tecnología Nuclear
- Escuela de Ciencias Físicas y Tecnología
- Escuela de Filosofía y Sociología
- Escuela de Lenguas y Literaturas Extranjeras
- Escuela de Intercambio Cultural Internacional
- Escuela de Derecho
- Escuela de Economía
- Escuela de Marxismo
- Escuela de Historia y Cultura
- Escuela de Periodismo y Comunicación
- Instituto de Etnología
- Escuela de Lengua y Literatura China
- Escuela de Matemáticas y Estadística
- Escuela de Química e Ingeniería Química
- Escuela de Investigación del Medio Ambiente Árido y el Cambio Climático
- Escuela de Ciencias de la Información e Ingeniería
- Escuela de Ingeniería Civil y Mecánica
- Escuela de Salud Pública
- Escuela de Medicina Dental
- Escuela de Educación Continua
- Colegio de Honor de Cuiying

## Profesores y exalumnos notables
- Zhou Qilin - Profesor, Director del Laboratorio Estatal Clave de Química Elemento-orgánica, Universidad de Nankai. Académico de la Academia China de las Ciencias, licenciado por la LZU.
- Zheng Xiaojing - Profesor de la Escuela de Ingeniería Civil y Mecánica, Presidente de la Escuela de Postgrado, Universidad de Lanzhou, Académico de la Academia China de las Ciencias, Doctor de la LZU.
- Tu Yongqiang - Profesor de la Facultad de Química e Ingeniería Química de la Universidad de Lanzhou, Académico de la Academia China de las Ciencias]], Doctorado, Máster y Licenciado de la LZU.
- Niu Yaoling - Profesor de Ciencias de la Tierra, Universidad de Durham, Reino Unido, graduado en Geología por la LZU en 1981.[17][18]
- Hu Qing - Profesor de Ingeniería Eléctrica del MIT, licenciado en Física por la LZU.
- Qin Dahe - Presidente de la Administración de Meteorología de China, Académico de la Academia China de las Ciencias, Licenciado en Geografía por la LZU.
- Liu Renhuai - Presidente de la Universidad Jinan, académico de la Academia China de las Ciencias, graduado en mecánica por la LZU.
- Shui Junyi - 10 jóvenes distinguidos, célebre presentador de programas de televisión, graduado de la LZU de lenguas extranjeras.
- Li Yang - fundador de Crazy English, licenciado en mecánica por la LZU.
- Lu Hao - Gobernador de la provincia de Gansu, graduado en Química por la LZU.
- Yang Liming - Subsecretario de Mongolia Interior, licenciado en Filosofía por la LZU.
- Zhang Xuezhong - Subsecretario de la provincia de Sichuan, graduado de LZU Lengua China.[19]
- Liu Hongxiu - Vicegobernador de la provincia de Guizhou, licenciado en Lengua China por la LZU
- Shen Yu - Presidente de la Universidad de Industria y Negocios de Pekín, licenciado en Matemáticas por la LZU.
- Dong Wenjie - Director del Centro Nacional de Meteorología, graduado por la LZU de Atmósfera.
- Sun Zhaolin - Presidente de la Universidad Petroquímica de Liaoning, Licenciado en Química por la LZU.
- Lin Xiping - Presidente del Instituto de Tecnología de Jiangsu, LZU Química.
- Cang Hui - Ecólogo teórico, Universidad de Stellenbosch, Cátedra SARChI de Biociencias Físicas Matemáticas y Teóricas.
- Huang Bo - Director General de CHINAEDU CORP, una empresa que cotiza en el NASDAQ, Clase de 1985, Biología, LZU.
- Chen Miao, líder científico en la modificación de superficies a escala molecular, Organización de Investigación Científica e Industrial de la Commonwealth de Australia, doctorado en Química por la LZU.
- Luke Huang, Presidente de Radlink, Inc., www.radlink.com, Departamento de Física, LZU.
- Ma Jiong, director de Braemar Energy Ventures, empresa de capital riesgo dedicada a la financiación de empresas que desarrollan nuevas tecnologías para los mercados de la energía convencional y alternativa, Dpto. de Física, LZU.
- Myles J. Gao, Director de Operaciones de Silvercorp Metals, Departamento de Geología, Clase de 1978, LZU.
- Dr. George Yang, economista jefe de ZGC Shiner Investment and Management Co. Ltd., promoción de 1983, Departamento de Matemáticas, LZU.
- Dr. Jerome Z. Liang, vicepresidente de Viatronix, Inc. www.viatronix.com, promoción de 1978, Departamento de Física, LZU.
- Yi Gang Shen, CTO de China Information Security Technology, Incorporated, empresa que cotiza en el NASDAQ, Departamento de Electrónica y Ciencias de la Información, LZU.
- He Guosen, director de inversiones de Shenzhen Capital Group Co., Ltd., China, Dpto. de Química, LZU.
- Wang Yong, Director Ejecutivo, Beijing Development (Hong Kong) Ltd., Dpto. de Estudios Chinos, LZU.
- Xin Weirong (William Xin), fundador, socio gerente de Golden Leaf Investment Group, Inc. Clase de 1985, Departamento de Física Moderna, LZU.
- Wu Yundong, químico orgánico teórico.
- Shu Hongbing, biólogo, académico de la Academia China de las Ciencias, licenciado por la LZU.
- Ren Jianxin, empresario, presidente fundador de ChemChina, licenciado por la LZU.
- Zhang Dongju, doctorado en 2010, docente.